# Janet Lee Bouvier
Janet Norton Lee Auchincloss (née Lee, pred tem Bouvier, * 3. december 1907, † 22. julij 1989, ameriška elitistka. 
Znana je po tem, da je bila mati nekdanje Prve dame ZDA, Jacqueline Onassis.